# ابن بنت الأقصرائي
محب الدين أبو السعادات محمد بن أحمد بن أبي يزيد السَرَائي القاهري . المعروف بـابن بنت الأقصرائي (1388 - 1455) عالم مسلم مصري من القرن التاسع الهجري/ الخامس عشر الميلادي عاش في عصر الدولة المملوكية البرجية. ولد في القاهرة ونشأ وتعلم بها. من مشايخه العز بن جماعة والبساطي. هو فقيه حنفي ومحدث ومفسر ومدرس. سافر إلى الإسكندرية ودمشق وحلب وبيت المقدس وآمد. من مؤلفاته حواش على الكشاف وعلى الهداية جمعها من شروح خمسة لم يكملا. توفي في مكة.

## سيرته
هو محمد بن أحمد بن أبي يزيد بن محمد، محب الدين، أبو السعادات السرائي (نسبة لمدينة ببلاد الدست) العجمي الأصل، القاهري، ويعرف بابن بنت الأقصرائي. ولد بالقاهرة في 17 ذي الحجة  سنة 790 هـ/ 1388 م وبها نشأ في كفالة جده لأمه لكون أبيه مات وهو صغير وتعلم وسافر إلى الإسكندرية ودمشق وحلب وبيت المقدس وآمد وغزا مع الجيش المماليك لفتح جزيرة قبرص سنة 828 هـ وحج مراراً ودرّس التفسير بالمؤدية.

من مشايخه العز بن جماعة والبساطي وغيرهما ومن تلامذته السخاوي وخاليه وغيرهم. هو من فقهاء حنفي ومفسر ومحدث.

توفي في مكة سنة 859 هـ/ 1455 م.

## مؤلفاته
- حاشية على الكشاف في التفسير، جمع فيها ما رآه من حواشي الطيبي والجاربردي والقطب والتفتازاني وأكمل الدين وإعراب السمين وغيره، مع توفيق بين ما ظاهره الاختلاف من كلامهم وصل فيها إلى آخر سورة النساء.
- حاشية على الهداية